# Durmevallei

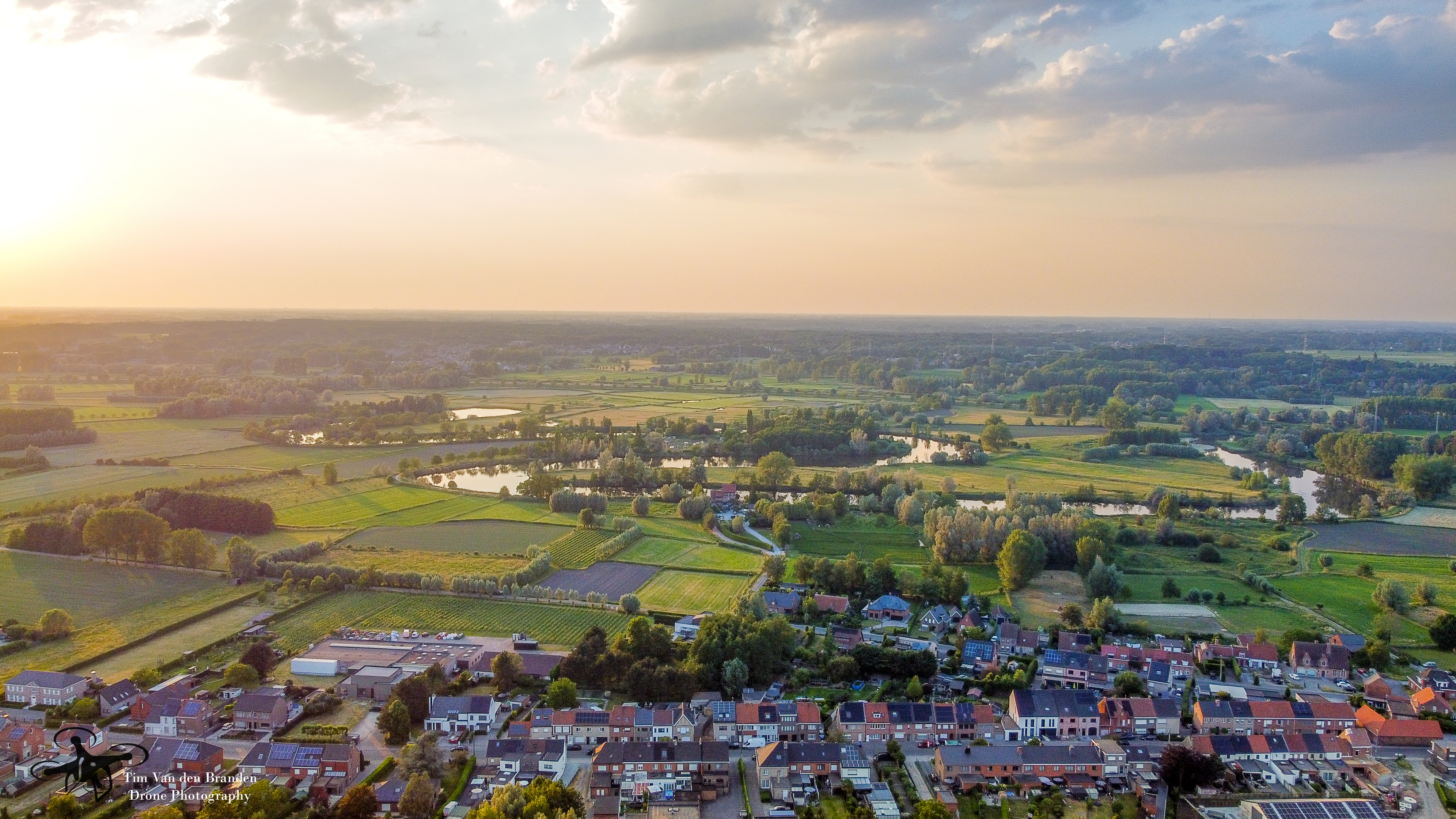
De Oude Durme in Hamme met zicht op een groot deel van de vallei

De Durmevallei is een depressie in het landschap van ongeveer zeven meter diep, waar de Durme door stroomt. De Belgische stad Lokeren is volledig gelegen in de Durmevallei. 
De vallei begint waar de Moervaartdepressie "eindigt" in Daknam, en is vervolgens een lange strook richting Lokeren. In Lokeren gaat de vallei oostwaarts verder richting de Schelde, en eindigt bij de monding van de Durme in de Schelde. Delen van de rivier zijn Europees beschermd als onderdeel van Natura 2000-gebied 'Schelde en Durme-estuarium van de Nederlandse grens tot Gent' (BE2300006).

## Bezienswaardigheden
Veel natuurreservaten, die beheerd worden door vzw Durme, zijn gelegen in de Durmevallei.
- Lokerse Moervaartmeersen
- Lokerse Durmemeersen
- Daknamse meersen
- De Buylaers
- Molsbroek
- Bulbierbroek
- Weymeerbroek
- Meulendijkbroek
- Groot Broek (polder)
- Klein Broek (polder)